# Valentine de Saint-Point
Valentine de Saint-Point, nascuda com Anna Jeanne Valentine Marinne de Glans de Cessiat-Vercell (Lió, 16 de febrer de 1875 - el Caire, 28 de març de 1953), va ser una artista i escriptora francesa. Fou una figura rellevant de la Belle Époque, tant com a escriptora, poetessa, periodista, dramaturga, pintora, coreògrafa, crítica d'art i feminista. També és coneguda per ser la primera dona que va travessar el mar l'Atlàntic amb avió.
Abans de traslladar-se cap al Caire, l'any 1924, organitzava espectacles de ballet en el Metropolitan Opera de Nova York. A la capital egípcia es va convertir a l'islam amb el nom de Raoyhya Nour-el Dine.
També se la coneix per ser la primera dona a redactar un manifest futurista, amb el títolː Le Manifeste de la femme futuriste.

## Biografia
Era l'única filla d'Alice de Glans de Cessiar i Charles-Joshep Vercell, i per ascendència materna, neboda besnéta de Alphonse de Lamartine. El pseudònim que va fer servir en entrar en el món literari prové, de fet, del nom del castell del seu cèlebre avantpassat. El 1883 el pare va morir i la mare i ella van tornar a Mâcon, de manera que ella va créixer amb l'ajuda de l'àvia i del tutor.
El 1893, Valentine es va casar amb Florian Théophile Perrenot, que era un professor catorze anys més gran que no pas ella. L'any següent, Perrenot va ser destinat a Lons-le-Saunier, on Valentine va conèixer Charles Dumont, un professor de filosofia i col·lega del marit, que va acabar sent el seu amant. El 1897 es van traslladar a Còrsega i més tard a Niort, on Perrenot va morir el 1899.
La jove vídua, de vint-i-quatre anys, va viatjar a París on es va trobar amb Charles Dumont, futur ministre de la III República de França. La parella es va casar el 20 de juny del 1900. Des de 1902 ella organitzava un saló literari on es va ajuntar amb Rachilde, Natalie Clifford Barney, Alfons Mucha i Auguste Rodin per als quals posava, així com amb molts altres artistes. L'amistat amb el cèlebre escultor va tenir una importància cabdal en la seva vida artística, com la seva correspondència. Es van admirar mútuament i ella va publicar fins i tot un article, "La doble personalitat d'Auguste Rodin", a la revista La Nouvelle Revue el 1906. Finalment, però, el 20 de gener del 1904 es va divorciar.
Al gener del 1905, ella va publicar a La Nouvelle Revue un article titulat "Lamartine inconnu (Lamartine desconegut)". De seguida va publicar el seu primer llibre de poesia, Poèmes de la Mer et du Soleil, inspirats pel seu viatge a Espanya amb Canudo l'any anterior. El 1906, Un amour, primera part de la seva trilogia, molt ben acollida per la crítica. Va participar en nombroses revista com Poésia, el fundador de la qual era Filippo Tommaso Marinetti. El 1907, va publicar Un inceste.
L'any 1909 es va dedicar al teatre. El 28 de maig va presentar un drama en un sol acte, La Déchu, que va ser publicat per la nouvelle Revue. Aquesta obra és la primera part de la seva trilogia dramàtica Le théâtre de la femme. El 1910 va publicar Une femme et le désir, una confessió autobiogràfica que li va permetre expressar algunes veritats sobre la psicologia femenina i el rol de les dones en la societat.
El 1912 va aparèixer el Manifeste de la femme futuriste, que va redactar com a reacció a algunes idees misògines que es trobaven el Manifest futurista de Marinetti.
A principis del 1913, Canudo va fundar la revista Montjoie!. En el número 16 es va publicar Le théâtre de la femme. A partir d'aquí crea La Métachorie. Ella volia que fos una "fusió de totes les arts".
Amb la declaració de la guerra, Valentine es va unir a la Creu Roja. Després va viatjar a Espanya i als Estats Units. El 1918 feu cap al Marroc, on es va convertir a l'islam.
El 1924, després de la mort de Canudo, ella i dues companyes més es van instal·lar al Caire. Allí va trobar un grup d'artistes amb les quals van organitzar debats i van participar en diferents revistes. Més tard, l'escriptora es va implicar en la política del món musulmà, per lluitar contra l'imperialisme d'Occident. Finalment va abandonar les idees polítiques per poder continuar vivint a Egipte i es va dedicar a la meditació i a l'estudi de les religions. Quan es va morir, la van enterrar seguint la tradició musulmana.

## Publicacions principals
Poesia
- Poèmes de la mer de du soleil, Succ. Vanier Albert Messein (1905)

- Poèmes d'orgueil, éditions de l'Abbaye & Figuière (1908)
- L'Orbe Pâle, Eugène Figuière (1911)
- La Guerre, poème héroïque, Figuière (1912)
- La Caravane des chimères, La Semaine égyptienne, Le Caire (1934)

Novel·les
- Trilogie de l'amour et de la mort : Un Amour (1906), Un Inceste (1907), Une mort (1909), Vanier-Messein
- Une femme et le désir, Vanier-Messein (1910)
- La Soif et les Mirages, Figuière (1912)
- Le Secret des inquiétudes, Albert Messein (1924)

Teatre
- Le Déchu (pièce en un acte, 1909)
- L'Âme impériale ou l'Agonie de Messaline, tragédie en 3 moments avec musique de scène, précédée du discours sur la tragédie et le vers tragique, Figuière (1929)

Manifestos, escrits teòrics i assajos
- Manifeste de la Femme Futuriste (25 mars 1912)
- Manifeste Futuriste de la Luxure (11 janvier 1913)
- Le Théâtre de la Femme (1913)
- La Métachorie (1913)
- Saad Zaghloul, le "père du peuple" égyptien de Foulad Yéghen, préface de Valentine de Saint-Point, Cahiers de France, (1927)
- La Vérité sur la Syrie parell un témoin, Cahiers de France, Nouvelle Série (1929)
- Le Phœnix, Revue de la renaissance orientale, sous la direction de Valentine de Saint-Point (de 1925 à 1927)
- Théo-Futurisme, (?), Le Caire